# Wimbachschloss
Wimbachgrieshütte (937 m n. m.) je horská chata sloužící jako restaurace, která stojí v údolí Wimbachtal, mezi Watzmannem, Großer Hundstodem a Hochkalterem přibližně v půlce cesty údolím mezi Wimbachbrücke a Wimbachgrieshütte. Nachází se na adrese v obci Ramsau bei Berchtesgaden v Berchtesgadenských Alpách v Berchtesgadenském národním parku. Budova je památkově chráněná a slouží jako horská restaurace.

## Historie
Jedná se o je bývalý lovecký zámeček knížecích proboštů z Berchtesgadenu a později bavorské královské rodiny ve Wimbachtalu v Ramsau bei Berchtesgaden. Přestavba na lovecký zámeček se uskutečnila v roce 1784 za Josepha Konrada von Schroffenberg-Mös, posledního knížecího probošta z Berchtesgadenu, který vládl do roku 1803, když právě starší části budovy poskytly základ pro novou stavbu. Masivní přízemí dvoupatrové budovy se sedlovou střechou je datováno do 2. poloviny 17. století. Další rozšíření interiéru bylo provedeno v letech 1850 až 1855 za krále Maxmiliána II. Venkovní veranda byla přistavěna kolem roku 1900 za prince regenta Luitpolda Bavorského. Po roce 1918 byl přeměněn na hostinec bez ubytování, načež prošel v letech 2011/2012 rozsáhlou rekonstrukcí za 830 000 eur, kdy přibyla přístavba.

## Přístup
- po červené značce z Wimbachbrücke u Ramsau bei Berchtesgaden (630 m) přes Wimbachtal — 1½ hodiny
- po červené značce od kostela St. Bartholomä (605 m), který je přístupný lodí přes jezero Königssee, přes Schrainbachtal, Sigeretplatte a Trischübelpass (1770 m) a kolem Wimbachgrieshütte — 6 hodiny
- po červené značce z Eckau-Forststraße (Ramsau bei Berchtesgaden) (700 m) přes Eckaualm a Hochalmscharte — 3½ hodin

## Přechody
- po červené značce Blaueishütte přes Hochalmscharte a Schärtenalm — 5 hodin
- po červené značce Ingolstädter Haus kolem Wimbachgrieshütte přes Loferer Seilergraben, Kematenschneid a Hochwies — 6 hodin
- po červené značce Ingolstädter Haus kolem Wimbachgrieshütte přes Trischübelpass a Hundstodgatterl — 5 hodin
- po červené značce Kärlingerhaus kolem Wimbachgrieshütte přes Trischübelpass, Oberlahner a Funtensattel — 5 hodin

## Výstupy
- po červené značce Watzmann-Hocheck (2605 m) přes Watzmannhaus — 5½ hodin
- po červené značce Schärtenspitze (1994 m) přes Hochalmscharte — 2½ hodiny